# Eberhard Kaute
Eberhard Kaute (* 12. Februar 1859 in Dülmen; † im 20. Jahrhundert) war ein deutscher Forstbeamter und Mitglied des Preußischen Abgeordnetenhauses.

## Leben
Nach dem Abitur am Gymnasium Rheine im Jahre 1878 absolvierte Eberhard Kaute ein Studium der Forstwissenschaften und legte im September 1882 vor der Prüfungskommission der Bezirksregierung Aachen die Feldmesserprüfung ab.
Er war als Oberförster im osthessischen Burghaun tätig, als er 1899 ein Mandat für das Preußische Abgeordnetenhaus erhielt. Er wurde für die Zentrumspartei für den Wahlkreis Kassel 11 (Hünfeld, Gersfeld) in das Parlament gewählt
und blieb dort – mit Unterbrechungen wegen zwischenzeitlicher Beförderungen – bis 1908. 
1901 wurde er zum Forstrat (Regierungsrat) in Potsdam befördert und 1906 Oberforstmeister in Aachen, wo er auch Mitglied des Kreistages war. 